# World Boxing Council
World Boxing Council (WBC) är en internationell boxningsorganisation som sanktionerar officiella matcher och utser världsmästare på en professionell nivå. Organisationen grundades i Mexico City den 14 februari 1963, ursprungligen genom 11 länder: USA, Puerto Rico, Argentina, Storbritannien, Frankrike, Mexiko, Filippinerna, Panama, Chile, Peru, Venezuela och Brasilien. Representanter för länderna möttes på inbjudan av Adolfo López Mateos, dåvarande president i Mexiko, för att bilda en internationell organisation med syfte att förena alla olika boxningskommissioner och på så sätt styra utbyggnaden av boxningen över världen. 
De kommissioner som historiskt sett hade erkänt boxare som mästare, inkluderande New York State Athletic Commission, National Boxing Association i USA, Europeiska Boxningsunionen och den brittiska Boxing Board of Control, hade allt som oftast saknat den allomfattande "internationella status" de försökte hävda. Detta ville man råda bot på i och med WBC:s bildande som nu blev en "överorganisation" samlandes de mindre små förbunden under sig. Man blev därmed det andra internationella förbundet jämte World Boxing Association som bara månaderna innan hade omorganiserats till en världsvidd organisation.
International Boxing Hall of Fame erkänner idag WBC som en av fyra stora organisationer som sanktioner boxningsmatcher om VM-titlar. De andra tre är International Boxing Federation (IBF), World Boxing Association (WBA) och World Boxing Organization (WBO). 
Idag (maj 2016) har WBC 164 medlemsländer.

## Regler och förbättringar
WBC har stått för många nya (allt sedan grundandet 1963) regler och förbättringar inom boxningen; flera av dem tillkomna för den enskilde boxarens säkerhet.
- Minskning av längden på titelmatcher från 15 till 12 ronder
- Den officiella invägningen ska göras 24 timmar innan match
- Inrättande av divisioner
- Fyra rep runt ringen
- Tummeanslutna handskar
- Dopningstester efter varje match sanktionerad av WBC
- Donationer till UCLA för forskning
- Årliga läkarundersökningar för mästare och klassificerade boxare
- Liv- och sjukhusvistelse-försäkring för de kämpande inblandade i en titelmatch
- Pensionsplaner för att stödja boxare i nöd över hela världen
- Kamp mot apartheid inom sydafrikansk boxning